# گوشه‌گیر فلات
گوشه‌گیر فلات (نام علمی: Phaethornis pretrei) نام یک گونه از سرده گوشه‌گیرمرغ‌ها است.